# Devonia
Devonia is een geslacht van tweekleppigen uit de familie van de Lasaeidae.

## Soorten
- Devonia perrieri (Malard, 1904) = Zeekomkommerschelpje
- Devonia semperi (Oshima, 1930)

Niet geaccepteerde soort:
- Devonia ohshimai Kawahara, 1942 → Anisodevonia ohshimai (Kawahara, 1942)